# 7 vírgenes
7 vírgenes és una pel·lícula espanyola dirigida el 2005 per Alberto Rodríguez i ambientada en la joventut marginal de Sevilla.

## Sinopsi
És estiu en un barri obrer i marginal de Sevilla. Tano, un jóven que compleix condemna en un reformatori, rep un permís especial de 48 hores per a assistir a les noces del seu germà Santacana. Amb el seu millor amic, Richi, es llança a viure aquestes hores amb el ferm propòsit de divertir-se i de fer tot el que li està prohibit: s'emborratxa, es droga, roba, practica el sexe i torna a sentir-se viu i lliure. Però, a mesura que passen les hores, Tano també assisteix a l'enfonsament de tots els seus punts de referència: el barri, la família, l'amor, l'amistat, tot ha canviat. Més enllà d'un permís de 48 hores, la llibertat de Tano es converteix en un viatge obligat cap a la maduresa.

## Repartiment
- Juan José Ballesta: Tano
- Jesús Carroza: Richi
- Vicente Romero: Santacana
- Julián Villagrán: José María
- Alba Rodríguez: Patri
- Héctor Mora: Rana
- Ana Wagener: Mare Richi
- Manolo Solo: Director Centre
- Maite Sandoval: Mare Patri

## Palmarès cinematogràfic
- Goya en la 20a edició al millor actor revelació per a Jesús Carroza.[4]
- Conquilla de Plata en el Festival de Sant Sebastià per a Juan José Ballesta.[5][6]